# Вернер Любен
Вернер Любен (нім. Werner Lueben; 23 березня 1894, Бреслау — 29 липня 1944, Торгау) — німецький військовий юрист, генерал-штабссуддя вермахту.

## Біографія
Після закінчення середньої школи вивчав право в Галле. Після початку Першої світової війни перервав навчання і вступив добровольцем в Прусську армію. В лютому 1919 року демобілізований і вступив у фрайкор. Після придушення комуністичних повстань відновив навчання і в травні 1920 році склав перший державний іспит. В 1920/23 роках — референдар вищого земельного суду Наумбурга. У вересні 1923 року склав другий державний іспит, після чого працював на юридичній службі в Бартенштайні, з червня 1928 року — в Кенгсберзі, потім — радник земельного суду Берліна.
1 листопада 1933 року вступив в судову службу рейхсверу і був призначений у прокуратуру сухопутних військ 3-го військового округу. З березня 1934 року — радник військового суду 3-го військового округу. В січні 1935 року відряджений в суд сухопутних військ у Бреслау. З 8 березня 1935 року — старший радник військового суду. На початку 1936 року призначений міністерським радником юридичного відділу сухопутних військ Імперського військового міністерства. В жовтні 1936 року призначений в щойно створений Імперський військовий суд. З серпня 1937 року — дісний член військового кримінального суду. З вересня 1939 року — радник Імперського військового суду. З 1 січня 1943 року — президент суду Імперського військового суду. Застрелився.

## Нагороди
- Залізний хрест
  - 2-го класу
  - 1-го класу (лютий 1919)
- Нагрудний знак «За поранення» в чорному
- Почесний хрест ветерана війни з мечами (1934)
- Пам'ятна військова медаль (Австрія) з мечами
- Пам'ятна військова медаль (Угорщина) з мечами
- Медаль «За вислугу років у Вермахті» 4-го класу (4 роки; 2 жовтня 1936)
- Хрест Воєнних заслуг 2-го класу з мечами

## В кінематографі
В фільмі «Таємне життя», присвяченому суду над Францом Єгерштеттером, роль Любена зіграв Бруно Ганц.

## Нагороди
- Нагороди.